# El Realengo (Alicante)
El Realengo es una localidad española que forma parte del municipio de Crevillente, en la provincia de Alicante, Comunidad Valenciana. Es un pueblo de colonización que se construyó a finales de los años cincuenta en el periodo de 1957/1961, por el Instituto Nacional de Reforma y Desarrollo Agrario (IRYDA), dentro de los proyectos de la campaña de activación agraria. Según el censo de 2022, tiene 305 habitantes. La localidad está situada al este de la carretera de Crevillente a Catral.

## Historia
El Realengo se situó sobre una zona de saladar entre las desembocaduras de los ríos Segura y Vinalopo, cerca de las Pías Fundaciones del Cardenal Belluga. La mayoría de sus primeros colonizadores procedían de la provincia de Albacete, de unos pueblos que quedarían inundados por la construcción del embalse del Cenajo. Al margen de algunos macrocrecimientos residenciales actuales, es uno de los asentamientos más jóvenes de la provincia. 
Se le encargó el proyecto en 1950 al arquitecto José Luis Fernández del Amo, que diseñó un proyecto con un planteamiento racionalista propio de los años 1950. Era un trazado urbano de anchas calles ortogonales, con palmeras plantadas, y estaba presidido por la torre de la iglesia (que guarda un chocante parecido con un transformador eléctrico o un edificio industrial). Se construyeron 150 casas para colonos, organizadas en torno a un centro cívico en el que se ubicaron los edificios públicos: iglesia, ayuntamiento, escuela, casa del médico y casa de los maestros. Se trataba de casas de planta baja y piso, con volúmenes de fuerte efecto plástico, que contaban con grandes corrales y patios de labranza laterales y posteriores propios de las casas agrícolas. En su momento fue una apuesta por la arquitectura moderna, sin recurrir a tradicionalismos incoherentes o lenguajes ya anticuados. Un urbanismo moderno y una arquitectura culta, que buscaba la imagen de la arquitectura rural en sintonía con la revisión vernácula del racionalismo ortodoxo que se estaba produciendo a nivel internacional: formas prismáticas, asimetrías en huecos y volúmenes, paredes encaladas directamente sobre la obra de mampostería, cubiertas a un agua de poca pendiente con teja plana sin cumbrera ni limas... Conformó un poblado que tenía un lenguaje moderno, pero claramente adaptado al medio rural tradicional, para ayudar a crear rápidamente la identidad de un lugar nuevo surgido de la nada, y en el que no había ninguna raíz donde agarrarse. Todavía se puede ir a apreciar en las casas de los años 50 los juegos de luces y sombras, así como el trazado urbanístico original, aunque se encuentra bastante modificado y transformado.
El Colegio Territorial de Arquitectos de Alicante premió a la pedanía crevillentina de El Realengo, el poblado de colonización diseñado por José Luis Fernández del Amo en la década de los 50, como ejemplo arquitectónico con motivo del Día Mundial de la Arquitectura, que se celebró el 7 de octubre de 2013.
La ministra para la Transición Ecológica, Teresa Ribera, inauguró el 16 de septiembre del 2021, la primera Célula de Autoconsumo colectivo de la Comunidad Energética COMPTEM. Creado en la pedanía de El Realengo que será pionera a nivel nacional.

## Urbanismo
La manzana se compone de parcelas de gran tamaño agrupadas longitudinalmente, que contienen viviendas y establos. Las viviendas recaen a la fachada y los establos se desarrollan, longitudinalmente por una de las medianeras. Esta forma de L permite el acople de dos viviendas, simétricamente formando una T.
La Iglesia es de una nave con torre cuadrangular y baptisterio flanqueando la entrada.
La arquitectura de El Realengo, como la de San Isidro y tantos otros poblados realizados por Fernández del Amo está construida con muro de carga y sencillos entramados. Las cubiertas son de teja y el color blanco es omnipresente. Las ventanas son muy ajustadas de tamaño y abundan los soportales y porticados. El resultado es importante en la arquitectura valenciana del siglo XX, ya que se trata de operaciones de estructura urbana y territorial, realizados en un país con un atraso considerable en el desarrollo de sus fuerzas productivas y en sus modos de organización política.
El encargo del Instituto Nacional de Colonización, del que Fernández del Amo era funcionario, es asumido con un gran sentido de la responsabilidad, y en su caso particular ligando su trabajo como arquitecto con el de las vanguardias artísticas del arte abstracto en cuyos avatares participó como director del Museo de Arte Contemporáneo de Madrid desde 1952 hasta 1958 en que fue destituido.

## Fiestas
- 5 de enero, cabalgata de los Reyes Magos.

- Fiestas Patronales.

El primer fin de semana en las fiestas de la pedanía Crevillentina de El Realengo se celebra la Coronación de las Reinas de la Fiestas y la Ofrenda de Flores a San Luis Gonzaga. 
Durante los siguientes fines de semanas se realizarán varios actos como el Desfile de Carrozas, Juegos Infantiles, Carrera de Cintas, Fiesta de la Espuma.
El día 21 de junio es el día grande de la festividad, se celebra una misa de rito católico y procesión en honor al patrón san Luis Gonzaga, y se culmina más tarde con el disparo de un Castillo de Fuegos Artificiales. 
Por último, el fin de semana siguiente, la Asociación de Vecinos invita a toda la pedanía y alrededores a una gran cena.
- Datos: Q5576290